# ينس فروليش
ينس فروليش (بالنرويجية البوكمول: Jens Frølich)‏ هو مبارز بالسيف نرويجي، ولد في 28 أبريل 1914 في أوسلو في النرويج، وتوفي بنفس المكان في 27 ديسمبر 1938.

## وصلات خارجية
- ينس فروليش على موقع أوليمبيديا (الإنجليزية)